# Amos Lee
Amos Lee (Philadelphia (Pennsylvania), 20 juni 1977) is een Amerikaans singer-songwriter. Zijn muziek wordt vaak omschreven als jazz, soul of folk. Amos Lee heeft een contract bij Blue Note Records, een bekend jazzlabel.

## Jeugd
Amos Lee is geboren in 1977 in Philadelphia. Later verhuisde hij naar Cherry Hill in New Jersey. Daar haalde hij zijn diploma van de middelbare school. In 1995 schreef hij zich in aan de universiteit van South Carolina om Engels te gaan studeren. Hij studeerde af en ging daarna terug naar Philadelphia om les te gaan geven op een basisschool. Tijdens zijn studie Engels speelde Amos Lee veel gitaar en schreef hij zijn eigen liedjes. Uiteindelijk besluit hij te stoppen met lesgeven om een carrière in de muziek te beginnen. Door te werken als ober verdiende hij genoeg geld om zijn optredens en ep's te betalen. Hij bracht een ep uit waar vijf nummers op stonden. Deze had hij zelf geproduceerd. De ep verkocht goed in Philadelphia en werd opgemerkt door Norah Jones. Zij vroeg Amos Lee in het voorjaar van 2004 om in het voorprogramma van haar tour door Europa te spelen. Haar platenlabel was onder de indruk en bood hem een contract aan, dat hij ondertekende in september 2004.

## Muzikale carrière

### Debuutalbum: Amos Lee
Eenmaal terug van de Europese tour met Norah Jones duikt Amos Lee de studio in met Lee Alexander, de bassist en songwriter van Norah Jones, als producer. Zijn debuutalbum bevat 11 zelfgeschreven nummers en wordt opgenomen in de Magic Shop in New York door Danny Kopelson.

### Tweede Album: Supply and Demand
Voor zijn tweede album gaat Amos Lee terug naar waar hij begon en vraagt hij Barrie Maguire, met wie hij in 2002 voor zijn eerste studio-opnames heeft gewerkt, als producer.
Over de druk die normaal gesproken gepaard gaat met een tweede album vertelt Amos Lee: “Mensen vragen zich altijd af wat de volgende stap is, maar als een songwriter kan het zorgwekkend zijn om te ver vooruit te kijken. De meeste tijd houd ik me bezig met het spelen van nummers die ik al heb geschreven, denken aan nummers die half klaar zijn en nieuwe nummers schrijven. Ik ben me bewust van de verwachtingen, maar het is mijn taak om de nummers recht te doen en daar richt ik me dan ook op.”
De meeste nummers op het tweede album zijn geschreven in hotelkamers, tijdens soundchecks of backstage, aangezien hij de afgelopen drie jaar bijna onafgebroken op tournee geweest is. In die drie jaar heeft hij o.a. op het podium gestaan met Bob Dylan, Paul Simon en John Prince.

### Derde album: Last days at the lodge
Het derde album, Last days at the lodge, werd uitgebracht op 24 juni 2008.

## Discografie

### Albums
| Album met eventuele hitnotering(en) in de Nederlandse Album Top 100 | Datum van verschijnen | Datum van binnenkomst | Hoogste positie | Aantal weken | Opmerkingen |
| ------------------------------------------------------------------- | --------------------- | --------------------- | --------------- | ------------ | ----------- |
| Amos Lee                                                            | 2005                  | 19-02-2005            | 13              | 33           |             |
| Supply and demand                                                   | 2006                  | 07-10-2006            | 23              | 12           |             |
| Last days at the lodge                                              | 10-10-2008            | -                     |                 |              |             |
| Mission bell                                                        | 21-01-2011            | 29-01-2011            | 39              | 16           |             |

| Album met hitnotering(en) in de Vlaamse Ultratop 200 albums | Datum van verschijnen | Datum van binnenkomst | Hoogste positie | Aantal weken | Opmerkingen |
| ----------------------------------------------------------- | --------------------- | --------------------- | --------------- | ------------ | ----------- |
| Amos Lee                                                    | 2005                  | 05-03-2005            | 73              | 3            |             |

## Tracklist albums
- Amos Lee, 1 maart 2005

1. Keep It Loose, Keep It Tight
2. Seen It All Before
3. Arms of a Woman
4. Give It Up
5. Dreamin'
6. Soul Suckers
7. Colors
8. Bottom of the Barrel
9. Black River
10. Love in the Lies
11. All My Friends

- Supply and Demand, 3 oktober 2006

1. Shout Out Loud
2. Sympathize
3. Freedom
4. Careless
5. Skipping Stone
6. Supply And Demand
7. Sweet Pea
8. Night Train
9. Southern Girl
10. The Wind
11. Long Line Of Pain
12. Truth (Live)
13. Long Line Of Pain (Live)

- Last Days at the Lodge, 24 juni 2008

1. Listen
2. Won't Let Me Go
3. Baby I Want You
4. Truth
5. What's Been Going On
6. Street Corner Preacher
7. It Started To Rain
8. Jails & Bombs
9. Kid
10. Ease Back
11. Better Days
12. Bonus Track: Truth
13. Bonus Track: Lullabye

- Mission Bell, 25 januari 2011

1. El Camino
2. Windows Are Rolled Down
3. Violin feat. Sam Beam of Iron & Wine
4. Flower
5. Stay with Me feat. Priscilla Ahn
6. Out of the Cold feat. Pieta Brown
7. Jesus feat. James Gadson
8. Hello Again
9. Learned a Lot
10. Cup of Sorrow
11. Clear Blue Eyes feat. Lucinda Williams
12. Behind Me Now feat. Willie Nelson/El Camino Reprise

Ep's
- Amos Lee EP, Blue Note Records, 2004
- Life from KCRW, Blue Note Records, 2005